# Elsa Brändström
Elsa Brändström (San Petersburgo, 26 de marzo de 1888-Cambridge, 4 de marzo de 1948) fue una enfermera y filántropa sueca. Fue conocida como el "Ángel de Siberia" (en alemán: Engel von Sibirien) por su labor con los prisioneros de guerra y el apoyo postguerra.

## Vida y compromiso

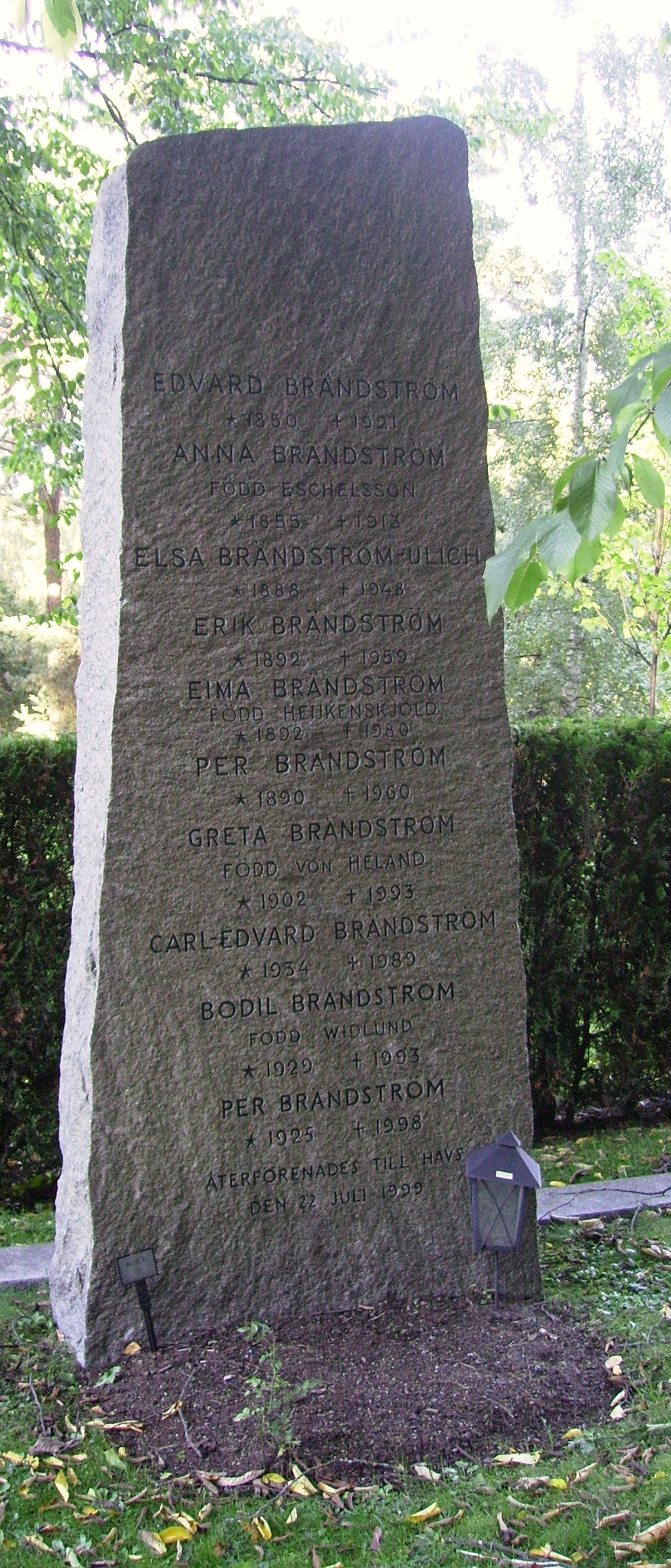
Edvard Brändström, Elsa Brändström, Tumbas en Suecia, lugar de enterramiento del norte

Elsa Brändström nació en San Petersburgo, Rusia. Era hija del agregado militar de la Embajada de Suecia, Edvard Brändström (1850-1921) y su esposa Anna Wilhelmina Eschelsson (1855-1913). En 1891, cuando Elsa tenía tres años, Edvard Brändström y su familia regresaron a Suecia. En 1906, Brändström, ahora general, se convirtió en embajador de Suecia en la corte del zar Nicolás II y regresó a San Petersburgo.
Pasó su infancia en Linköping en Suecia. De 1906 a 1908 estudió en Anna Sandström Teachers Training College (Anna Sandströms högre lärarinneseminarium ) en Estocolmo, pero regresó a San Petersburgo en 1908. Su madre murió en 1913. Elsa estaba en San Petersburgo cuando estalló la Primera Guerra Mundial y se ofreció como voluntaria para un puesto como enfermera en el Ejército Imperial Ruso.

### Primera Guerra Mundial
En 1915, Elsa Brändström fue a Siberia junto con su amiga y enfermera Ethel von Heidenstam (1881-1970) para la Cruz Roja Sueca, para introducir un tratamiento médico básico para los prisioneros de guerra alemanes y austriacos. Hasta el 80 % de los prisioneros de guerra murieron de frío, hambre y enfermedades. Cuando Elsa Brändström visitó el primer campamento y fue testigo de la situación inhumana, decidió dedicar su vida a estos soldados. Los hombres de Alemania y Austria, tantos cercanos a la muerte con fiebre tifoidea, miraron a la enfermera, de ojos azules y cabello rubio y fue bautizada como el "Ángel de Siberia".
De regreso en San Petersburgo, inició el proceso de crear de una organización de ayuda sueca. Su trabajo se vio gravemente obstaculizado por el estallido de la Revolución de Octubre en 1917. En 1918, las autoridades rusas retiraron su permiso de trabajo, pero ella no se rindió. Entre 1919 y 1920, realizó varios viajes a Siberia hasta que fue arrestada en Omsk e incluso condenada a muerte por espionaje, posteriormente la sentencia fue revocada y Brändström fue recluida en 1920. Después de su liberación, regresó a Suecia (vía Stettin con el barco MS Lisboa, donde el gobierno alemán le dio una recepción pública oficial) y organizó la recaudación de fondos para los ex prisioneros de guerra y sus familias. Posteriormente emigró a Alemania.

### Período de entreguerras
En 1922 se publicó su libro Bland krigsfångar i Ryssland och Sibirien. Más tarde fue traducido y publicado como Among prisoners of war in Russia & Siberia (Londres: Hutchinson. 1929). A partir de entonces, se ocupó de los antiguos prisioneros de guerra en un sanatorio de rehabilitación para soldados alemanes que regresaban a casa en Marienborn-Schmeckwitz, Sajonia. Compró un molino llamado "Schreibermühle" cerca de Lychen en Uckermark y lo utilizó como centro de resocialización para ex prisioneros de guerra. Schreibermühle tenía extensas tierras que incluían campos, bosques y prados en los que se podían cultivar papas y otros cultivos. Esto fue muy útil en ese momento porque el marco alemán era una moneda inestable y perdía valor día a día.
En 1923 realizó una gira de seis meses en los Estados Unidos, organizando conferencias para recaudar fondos para un nuevo hogar para los hijos de prisioneros de guerra alemanes y austríacos fallecidos y traumatizados. En su viaje recaudó US $ 100.000 y viajó a 65 pueblos. En una parada en Gustavus Adolphus College en St. Peter, Minnesota, Brändström vistió ropas de la Cruz Roja Sueca y "habló sobre sus emocionantes experiencias en Rusia y Siberia durante y después de la guerra".
En enero de 1924, fundó un hogar de niños "Neusorge" en Mittweida que tenía espacio para más de 200 huérfanos y niños necesitados. En Siberia había prometido a muchos soldados alemanes, que estaban muriendo, que cuidaría de sus hijos.
En 1929 se casó con Heinrich Gottlob Robert Ulich, un profesor alemán de pedagogía. Posteriormente, se mudó junto con él a Dresde. En 1931, vendió el "Schreibermühle" y donó su otra casa, Neusorge, al Centro de Bienestar de Leipzig. Fundó la "Elsa-Brändström-Foundation-for Women" que otorga becas a niños de Neusorge. El 3 de enero de 1932 nació su hija Brita en Dresde. En 1933, Robert Ulich aceptó una cátedra en la Universidad de Harvard y, en consecuencia, la familia se mudó a los Estados Unidos. Aquí Elsa ayudó a los refugiados alemanes y austríacos recién llegados. En 1939, abrió el "Window-Shop", un restaurante que ofrecía oportunidades de trabajo a los refugiados en Cambridge, Massachusetts.

### Segunda Guerra Mundial
Al final de la Segunda Guerra Mundial, comenzó a recaudar fondos para mujeres y niños necesitados en Alemania que pasaban hambre y no tenían refugio a través de las organizaciones CARE International (Cooperativa para la Ayuda Estadounidense en Europa) y CRALOG (Consejo de Agencias de Ayuda con Licencia para Operar en Alemania). Se recaudaron fondos considerables de los estadounidenses y especialmente de los estadounidenses de origen alemán, que representaron a más 25 % de la población estadounidense Realizó una gira final de conferencias en Europa en nombre del "Save the Children Fund".

## Muerte
Elsa Brändström no pudo emprender su último viaje planeado a Alemania debido a una enfermedad. Murió en 1948 de cáncer de huesos en Cambridge, Massachusetts. Mientras su hija Brita se quedó con su esposo e hijos en los Estados Unidos, su esposo Robert regresó a Alemania, donde murió en 1977 en Stuttgart.

## Honores y memoria
Debido a su compromiso con los prisioneros de guerra, Elsa Brändström se hizo famosa como una "santa patrona" de los soldados. En Alemania y Austria, muchas calles, escuelas e instituciones llevan su nombre.
"La guerra ha traído muchas heroínas en varias naciones, pero en mi opinión, nunca más alguien que sea más digno de ser honrado que Elsa Brändström". - General Alfred Knox, agregado militar británico en Rusia.
Entre innumerables medallas, premios y honores, Brändström recibió la Insignia de Imperio en alemán: Silberplakette des Deutschen Reiches y la medalla de oro de los serafines en sueco: Serafimermedaljen. Elsa Brändström también fue nominada para el Premio Nobel de la Paz "Heroína de la Paz" cinco veces: en 1922, dos veces en 1923, 1928 y 1929.

### En memoria de Elsa Brändström
Una ceremonia en Arne-Karlsson-Park en Viena el 16 de septiembre de 1965 precedió a la inauguración oficial de la XX Conferencia Internacional de la Cruz Roja. En presencia de autoridades civiles y militares austríacas, miembros de la colonia sueca, líderes de la Cruz Roja Austriaca y muchos delegados de la conferencia, se inauguró un monumento a Elsa Brändström. Este monumento, del escultor Robert Ullmann, es un testimonio de gratitud por el trabajo de la famosa enfermera sueca con los prisioneros germano - austriacos durante la Primera Guerra Mundial.

## Obras
- Elsa Brändström: Bland Krigsfångar i Ryssland och Sibirien 1914–1920, Norstedt, Estocolmo (1921).
- Elsa Brändström: Unter Kriegsgefangenen in Rußland und Sibirien - 1914-1920, Leipzig, Koehler & Amelang (1927)
- Hanna Lieker-Wentzlau (Hg.) Und Elsa Brändström: Elsa Brändström-Dank - Das Ehrenbuch nordischer und deutscher Schwesternhilfe für die Kriegsgefangenen en Sibirien, Becker / Säeman / Heliand